# Alexej Rykov
Alexej Ivanovič Rykov (rusky Алексей Иванович Рыков; 25. února 1881 Saratov – 15. března 1938 Moskva) byl sovětský politik, předseda Rady lidových komisařů a oběť Stalinových čistek.

## Život

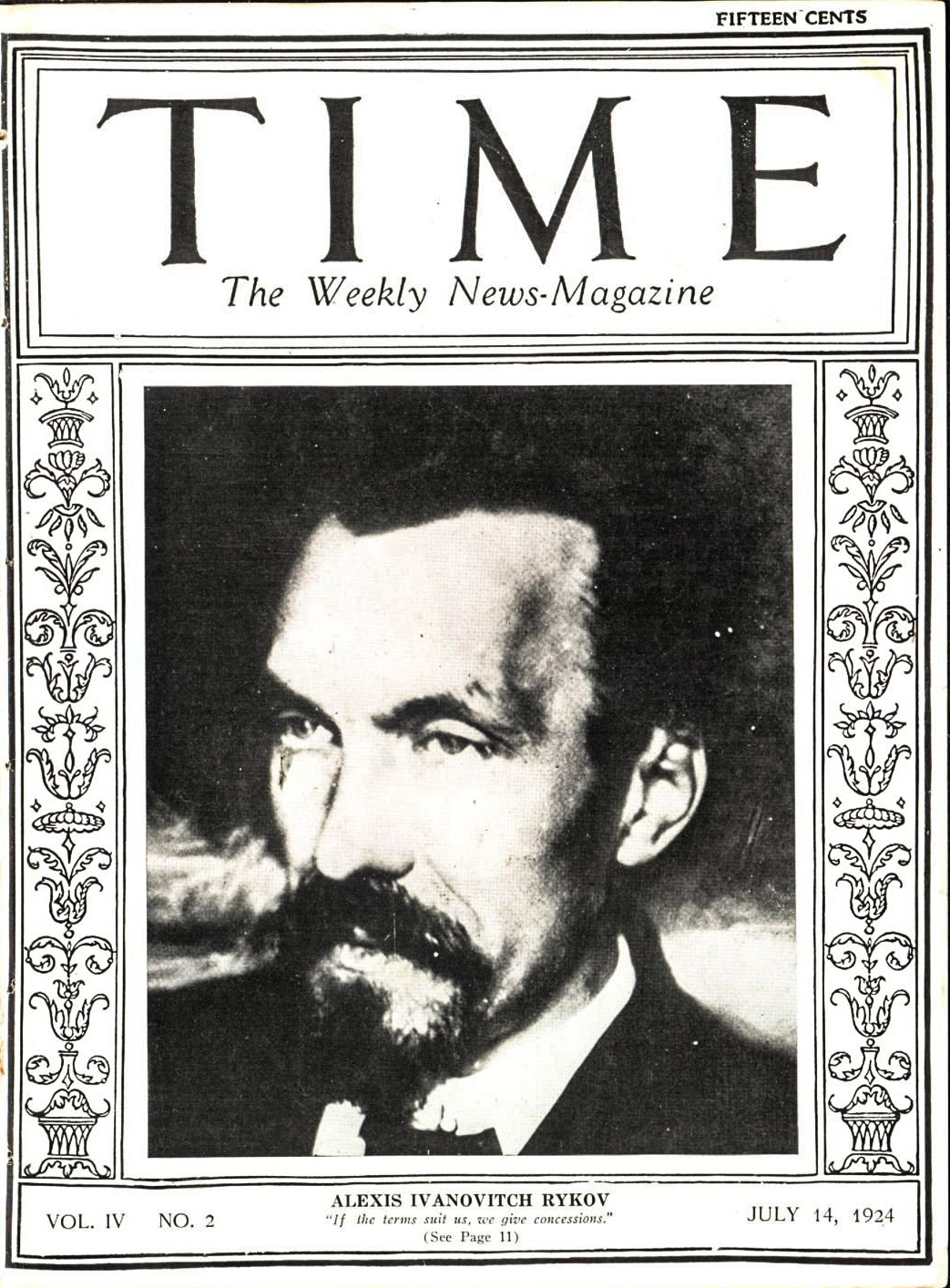
Rykov na obálce časopisu Time

Rykov se narodil v rodině sedláka. V roce 1898 se připojil k Ruské sociálně demokratické dělnické straně a podporoval její bolševickou frakci, když se strana rozčlenila na bolševiky a menševiky po druhém kongresu v roce 1903. Rykov pracoval jako bolševický agent v Moskvě a Petrohradě a hrál aktivní roli v ruské revoluci z roku 1905. Na třetím kongresu strany (bojkotovaný menševiky) v Londýně v roce 1905 byl Rykov zvolen členem stranického ústředního výboru.
Rykov se po únorové revoluci roku 1917 vrátil ze Sibiře a spojil se znovu s bolševiky, ačkoli zůstal skeptický ohledně jejich radikálnějších sklonů. Rykov se stal členem petrohradského a moskevského sovětu. Na šestém kongresu bolševické strany byl Rykov zvolen do ústředního výboru. Během říjnové revoluce se stal členem armádního revolučního výboru v Moskvě.
Po revoluci byl Rykov jmenován lidovým komisařem vnitra. Zastával mnoho významných funkcí do doby, než ho Lenin během své poslední nemoci pověřil, aby se ujal vlády. Po jeho smrti se stal předsedou Rady lidových komisařů.

## Obvinění, poprava a rehabilitace
Aktivně podporoval Stalina v boji proti Trockému, a později proti Zinovjevovi i Kameněvovi. Přesto jej v roce 1930 Stalin z pozice předsedy Rady lidových komisařů odstranil. V roce 1936, po Zinověvově a Kameněvově procesu, byl Rykov zatčen. Ve čtvrtém moskevském procesu byl za údajné spiknutí proti Stalinově osobě odsouzen k trestu smrti a 15. března 1938 popraven.
Roku 1988 byl Rykov rehabilitován.